# Байрон (фильм, 2003)
«Байрон» — британский телевизионный фильм, основанный на жизни английского поэта лорда Байрона в зрелом возрасте, снятый Ником Диаром и режиссёром Джулианом Фарино. Главные роли исполняют Джонни Ли Миллер и Ванесса Редгрейв, сыгравшая Леди Мельбурн. Премьера состоялась в сентябре 2003 года на телеканале Би-би-си в двух частях по 75 минут.

## В ролях
| Актёр               | Роль              |
| ------------------- | ----------------- |
| Джонни Ли Миллер    | лорд Байрон       |
| Стивен Кэмпбелл Мур | Джон Хобхаус      |
| Оливер Милбёрн      | Скроуп Дэвис      |
| Филип Гленистер     | Уильям Флетчер    |
| Ванесса Редгрейв    | Леди Мельбурн     |
| Наташа Литтл        | Августа Ли        |
| Камилла Пауэр       | Леди Каролина Лэм |
| Джули Кокс          | Аннабелла Милбенк |
| Оливер Димсдейл     | Перси Биш Шелли   |
| Салли Хокинс        | Мэри Шелли        |

## Серии
| No. | Название               | Премьера в эфире      | Зрителей в Великобритании |
| --- | ---------------------- | --------------------- | ------------------------- |
| 1   | «Сонино лето»          | 27 сентября 2003 года | 2,1 млн                   |
| 2   | «Красноречие действия» | 28 сентября 2003 года | 1,8 млн                   |

## Процесс съёмок
В ноябре 2002 года исполнительный продюсер канала Би-би-си Джейн Трантер анонсировала старт фильма, снятого Ником Диаром и режиссёром Джулианом Фарино. В статье для «Дейли телеграф» Том Леонард упомянул, что выход «Байрона» «является новейшим примером связки корпорации с процессом создания исторической драмы, который „актуален для современной аудитории“». Съёмки были спродюсированы Рут Баумгартен, а также исполнительными продюсерами в лице Лоры Мэки, Хилари Сэлмон и Андреа Миллера.
Миллер сказал, что в результате его описания мнение о Байроне у него сложилось следующее: «Он обладал необычайной способностью быть чрезвычайно приятным, добрым человеком, но в то же время мог быть действительно довольно жестоким, принимая решение в отношении кого-либо. Мне совершенно не нравится то, как он обращался с некоторыми людьми.»
Леди Каролина Лэм был отмечена Камиллой Пауэр как «маленькая женщина, невероятно уязвимая, одна из тех, кто обладает огромной жизненной силой».

## Отзывы
По последним данным 2,1 млн человек (12 % от общего числа зрителей) посмотрели первую серию, 1,8 млн человек (11 % от общего числа) — вторую серию из вышедших в эфир на BBC Two.
В предпросмотре перед выходом фильма в эфир на «BBC America» в 2005 году The New York Times заявил, что фильм «рисует жалостливый, порой серьёзный портрет без сокрытия тщеславия и ловкого притворства героя», и что Миллер «умело сочетает свою беспокойную страсть и моменты мрачного самобичевания» Александр Ларман на веб-сайте Британского института кино также похвалил работу Миллера, написав в профиле актёра, что в роли Байрона он был «чувствителен и тонок». Питер Чочран, писавший об изображении Байрона в сценарии, описал Миллера как «выдающегося лидера: это самый успешный сценарий Байрона».
Дженни Беван получила награду «Costume Design — Drama» от RTS Craft & Design Awards в 2004 году за работу над созданием фильма. Премии также был удостоен Джон-Пол Келли, номинированный в категории «Production Design — Drama».